# Scott Herren
Guillermo Scott Herren es un artista y productor de hip hop e IDM, que normalmente reside en Barcelona (España) y que edita bajo el sello Warp Records.
Herren publica música bajo diferentes pseudónimos, entre ellos Prefuse 73, Savath and Savalas, Delarosa and Asora y Piano Overlord. Comienza su carrera como DJ en el MJQ, un pequeño club en Atlanta y trabaja en estudios comerciales de grabación, pero pronto comienza a desarrollar su propia música. El primer lanzamiento de Herren es Sleep Method Suite, bajo el pseudónimo de Delarosa and Asora en 1997, y su trabajo más reciente es Security Screenings, un larga duración de 2006 que editó como Prefuse 73.
En 2000 Herren lanza un LP, bajo los sellos Hefty Records y Warp Records, titulado Folk Songs for Trains, Trees, and Honey. Le siguió el año 2001 una edición limitada (700 copias) del LP Immediate Action # 1 por el sello Hefty.

## Prefuse 73
El primer lanzamiento de Herren bajo el pseudónimo de Prefuse 73, Vocal Studies & Uprock Narratives de 2001, fue un éxito en la crítica y comercialmente. En 2002 lanza en EP The 92 Vs. 02 Collection, sólo para llenar el espacio entre su debut y el larga duración de 2003 One World Extinguisher. Una colección de outtakes llamado Extinguished fue lanzado luego de One World Extinguisher con los temas que quedaron fuera de la primera producción. Hay quienes consideran que este álbum es mejor que el original. El 2005 sale a la venta Surrounded By Silence, el tercer álbum de Herren como Prefuse 73. El álbum incluye muchas colaboraciones, con una amplia variedad de músicos, incluyendo muchos raperos, tanto underground como mainstream, además de gente más ligada al rock y al indie, como Rubén Isaac Albarrán, vocalista de Café Tacuba, Trish Keenan, vocalista de Broadcast, Kazu Makino, vocalista de Blonde Redhead, entre otros, y una curiosa colaboración consigo mismo bajo el nombre de Piano Overlord. Se esperaba el lanzamiento, igual que anteriormente, de una colección de outtakes de Sorrounded By Silence. El 2006 fue el turno del LP Security Screenings, disco que cuenta con menos colaboraciones y con un regreso a su sonido característico de sus primeros álbumes.
Herren es conocido por su particular toque en el estilo glitch, con el cual ha ganado adeptos tanto entre la audiencia rock como en la del hip hop. Frecuentemente es criticado por MCs por sobre-editar y manipular demasiado su sonido, al punto de la incoherencia.
Junto con sus compañeros Peter Rentz, Carolina Chavez, Ben Loiz, Carlos Niño y Paz Ochs, Herren fundó el sello Eastern Developments Music.

## Discografía

### Prefuse 73
Álbumes
- 2001 - Vocal Studies + Uprock Narratives
- 2003 - One Word Extinguisher
- 2003 - Extinguished: Outtakes
- 2005 - Surrounded by Silence
- 2006 - Security Screenings
- 2007 - Preparations
- 2009 - Everything She Touched Turned Ampexian
- 2011 - The Only She Chapters

EP/Singles/Compilations
- 2000 - Estrocaro EP
- 2000 - Radio Attack / Nuno
- 2001 - Out Takes For '88
- 2002 - Wylin Out (Featuring Mos Def & Diverse)
- 2002 - The 92 Vs. 02 Collection
- 2005 - HideYaFace
- 2005 - Prefuse 73 Reads the Books E.P.

### Delarosa & Asora
Álbumes
- 1997 - Sleep Method Suite
- 2001 - Agony, Pt. 1

EP/Singles/Compilations
- 1999 - Crush The Sight-Seers
- 2001 - Backsome

### Savath and Savalas
Álbumes
- 2000 - Folk Songs for Trains, Trees and Honey
- 2004 - Apropa't
- 2007 - Golden Pollen

EP/Singles/Compilations
- 2001 - Immediate Action#1|Immediate Action #1
- 2002 - Rolls and Waves
- 2005 - Mañana

### Piano Overlord
Álbumes
- 2005 - The Singles Collection 03-05

EP/Singles/Compilations
- 2004 - Tease EP
- 2005 - Torture EP